# Сопротивление теплопередаче ограждающих конструкций
Сопротивление теплопередаче ограждающих конструкций, коэффициент теплосопротивления, теплосопротивление, термическое сопротивление — один из важнейших теплотехнических показателей строительных материалов.
При общих равных условиях, это отношение разности температур на поверхностях ограждающей конструкции к величине мощности теплового потока (теплопередача за один час через один квадратный метр площади поверхности ограждающей конструкции, {\displaystyle {\dot {Q}}_{A}}) проходящего сквозь нее, то есть {\displaystyle R=\Delta T/{\dot {Q}}_{A}}.
Сопротивление теплопередаче отражает теплозащитные свойства ограждающей конструкции и складывается из термических сопротивлений отдельных однородных слоев конструкции.

## Единицы измерения
В Международной системе единиц (СИ) сопротивление теплопередаче ограждающей конструкции измеряется разностью температуры в кельвинах (либо в градусах Цельсия) у поверхностей этой конструкции, требуемой для переноса 1 Вт мощности энергии через 1 м2 площади конструкции (м2·K/Вт или м2·°C/Вт).

## Расчёт
Термическое сопротивление отдельного слоя ограждающей конструкции или однородного ограждения {\displaystyle R={\frac {\delta }{\lambda }}}, где δ — толщина слоя материала (м), λ — коэффициент теплопроводности материала (Вт/[м·°С]).
Чем больше полученное значение R, тем выше теплозащитные свойства слоя материала. Сопротивление теплопередаче ограждающей конструкции равно сумме термических сопротивлений слоев из однородных материалов, составляющих эту конструкцию.
Для примера рассчитаем теплопотери помещения верхнего этажа дома через крышу. Примем температуру внутреннего воздуха +20°С , а наружного −10°С. Таким образом, температурный перепад составит 30°С (или 30 К). Если, например, потолок комнаты со стороны крыши изолирован стекловатой с низкой плотностью толщиной 150 мм, то сопротивление теплопередачи крыши составит около R=2,5 кв.м*град/Вт. При таких значениях температурного перепада и сопротивления теплопередаче, теплопотери через один квадратный метр крыши равны: 30/2,5 = 12 Вт/кв.м. При площади потолка комнаты 16 м2 мощность оттока тепла только через потолок составит 12*16=192 Вт.
Согласно «СНиП 1954» R многослойных ограждений = Rв + R1 + R2 + … + Rн, где Rв — сопротивление теплопереходу у внутренней поверхности ограждения, R1 и R2 — термические сопротивления отдельных слоёв ограждения, Rн — сопротивление теплопереходу у наружной поверхности ограждения.

## Теплопроводность некоторых материалов
| Материал                                                                  | В сухом состоянии (нулевая влажность) λ, Вт/м·°C | При влажности в условиях эксплуатации «Б» λ, Вт/м·°C | Влажность %                                |
| ------------------------------------------------------------------------- | ------------------------------------------------ | ---------------------------------------------------- | ------------------------------------------ |
| Кладка из полнотелого керамического кирпича на цементно-песчаном растворе | 0,56                                             | 0,81                                                 | 2                                          |
| Кладка из полнотелого силикатного кирпича на цементно-песчаном растворе   | 0,7                                              | 0,87                                                 | 4                                          |
| Сосна и ель поперёк волокон                                               | 0,09                                             | 0,18                                                 | 20                                         |
| Фанера клееная                                                            | 0,12                                             | 0,18                                                 | 13                                         |
| Плиты древесно-волокнистые и древесно-стружечные плотностью 200 кг/м3     | 0,06                                             | 0,08                                                 | 12                                         |
| Опилки древесные                                                          |                                                  | 0,09 Вт/м·°C (0,08 ккал/м·час·°C)                    | (средняя влажность в наружных ограждениях) |
| Листы гипсовые обшивочные (сухая штукатурка) плотностью 800 кг/м3         | 0,15                                             | 0,21                                                 | 6                                          |
| Плиты минераловатные из каменного волокна плотностью 180 кг/м3            | 0,038                                            | 0,048                                                | 5                                          |
| Плиты из пенополистирола плотностью до 10 кг/м3                           | 0,049                                            | 0,059                                                | 10                                         |